# Mijo Drvarić
Mijo Drvarić (Kutina, 1914. – Kutina, 24. travnja 1944.), hrvatski boksač srednjeteške i teške kategorije, aktivan tijekom 1930-ih i Drugog svjetskog rata. Bio je poznat pod nadimcima Moslavački drvosječa i Drvosječa iz Kutine.

## Amaterski počeci
Rođen je u Kutini. Budući da je još kao dječak pomagao u poljoprivrednim radovima, razvio je tjelesnu snagu. To je opazio bokasčki trener Ivan Kovačević prigodom Drvarićeva posjeta Zagreba te ga je 1932. doveo u boksačku dvoranu. Zahvaljujući Drvarićevoj želji i volji za radom, već nakon nekoliko mjeseci bilježi prve rezultate. U svom prvom nastupu u velter kategoriji, kao član Concordije, pobijedio Župančića iz Herkulesa.
Na pojedinačnom prvenstvu Kraljevine Jugoslavije 1933. godine osvaja naslov prvaka u srednjoj kategoriji. Ukupno je za svoje amaterske karijere nanizao 38 pobjeda prekidom, zbog čega je i stekao nadimak Moslavački drvosječa.
1935. osvojio je naslov prvaka u kategoriji 72,6 kg boksajući za zagrebačku »Croatiu«, koja je te godine četvoricu državna prvaka od ukupno osmorice. Te je godine odlučio otići u profesionalce.

## Profesionalizam
Godine 1935. odlučio je otići u profesionalce. U Parizu je trener Kovačević imao nekoliko prijatelja, a među njima i Hrvate braću Bukovac kojima je poslao preporuke i Miju Drvarića, koji se tako našao u Parizu, gdje su ga profesionalnom boksanju podučavali francuski treneri Dana 28. prosinca 1935. godine u pariškoj dovrani „Central ring” trebao je crnački boksač Benett nastupiti protiv jednog englekoga boksača, koji je netom prije početka meča otkazao nastup. Kao zamjena uskočio je Drvarić:
 Borba je završila neriješeno.
Drvosječa iz Kutine osvaja naslov profesionalnoga prvaka Kraljevine Jugoslavije 1940. godine u Beogradu protiv domaćeg boksača Žuće Pavlovića tehničkim nokautom u trećoj rundi. U dvjema sljedećim godinama nije boksao, nego se vratio u Kutinu podučavati mlade kutinske športaše na strunjačama.
Dana 27. srpnja 1943. godine pojavio se u ringu u borbi za naslov prvaka Nezavisne Države Hrvatske. Kao izazivač pobijedio je trenutnoga prvaka države Josipa Župana u desetoj rundi knockaut-om. Župan je bio viši i 16 kilograma teži od Drvarića. Dvoboj je bio održan na igralištu Concordie u Zagrebu uz podršku pet tisuća gledatelja. Tijekom cijeloga meča, Drvarić je zadavao više udaraca te je četiri puta srušio Župarića na pod. Pobjedom u borbi okitio se naslovom prvaka NDH i trobojnicom Hrvatskoga šakačkog saveza. Jedini je od profesionalnih šakača nastupio na priredbi u korist „Pomoći“. Poslije osvajanja prvenstva vratio se u Kutinu. 

## Smaknuće
Zbog naslova prvaka Nezavisne Države Hrvatske bio je omražen među partizanima, ali su ga svejedno pokušali dovesti u svoje redove, znajući za njegovu tjelesnu i borbenu snagu, što je on više puta odbio.
Ubijen je dana 24. travnja 1944. godine nadomak kućnog praga, na prijevaru. Navedenog dana u kući Drvarića došao je naoružani čovjek tražeći razgovor s Mijom. Na rastanku Mijo je zamoljen ispratiti gosta preko voćnjaka. Negdje na sredini, dočekala ga je nekolicina naoružanih SKOJ-evaca koji su na njega otvorili vatru, te je izrešetan pao na zemlju. U kutinskoj matičnoj knjizi umrlih stoji „ubijen od partizana“.
U boksačkim almanasima u Jugoslaviji bio je zatajen, kao i zločin i počinitelji koji su ga ubili.

## Naslijeđe
Drvarić je bio najuspješniji hrvatski boksač iz vremena 1940-ih. Kao športaš, zalagao se za pravednu borbu, a jedini je od tadašnjih "šakača" sudjelovao na priredbama humanitarnoga karaktera.
Za vrijeme komunističke Jugoslavije, njegovo ime, zajedno sa svim imenima povezanima sa športom u NDH, bilo je nepodobno te su se njegovi uspjesi zatajivali.

## Spomen
Uz svoju suprugu Maricu (1919. – 1993.) pokopan je na groblju u Kutini. Spomen na njega održava kutinski ogranak udruge Hrvatski domobran.
Dragutin Pasarić donosi njegov životopis u monografiji Kutina- prešućivane žrtve Drugoga svjetskog rata i poraća.
Boksački klub »Kutina« održava Memorijalni turnir Mijo Drvarić u njegov spomen.